# فريدي كوهن
فريدي كوهن (بالإنجليزية: Freddie Cohen)‏ هو سياسي بريطاني، ولد في 1957 في إنجلترا في المملكة المتحدة. انتخب مجلس الشيوخ.